# Einer von uns beiden
Pour plus de détails, voir Fiche technique et Distribution.
Einer von uns beiden est un film ouest-allemand réalisé par Wolfgang Petersen et sorti en 1974.

## Synopsis
Un professeur de sociologie dans une université de Berlin est victime d'un chantage de la part de l'un de ses étudiants.

## Fiche technique
- Titre original : Einer von uns beiden
- Titre international : One or the Other of Us
- Réalisation : Wolfgang Petersen
- Production : Luggi Waldleitner, Ilse Kubaschewski
- Scénario : Manfred Purzer d'après le roman de Horst Bosetzky dit "-ky"
- Musique : Klaus Doldinger
- Photographie : Charly Steinberger
- Montage : Traude Krappl-Maass
- Son : Peter Beil, Hans Joachim Richter
- Décors : Harry Freude
- Costumes : Irmgard Daecke
- Assistant réalisateur : Gaby Werth
- Directeur de production : Peter Zeumer
- Sortie : 22 avril 1974 (Allemagne de l'Ouest)
- Durée : 105 minutes (1h45)
- Genre : Thriller, Policier

## Distribution
- Klaus Schwarzkopf : Prof. Rüdiger Kolczyk
- Jürgen Prochnow : Bernd Ziegenhals
- Elke Sommer : Miezi
- Ulla Jacobsson : Reinhild Kolczyk
- Kristina Nel : Ginny Kolczyk
- Walter Gross : Le grand-père de Melzer
- Anita Kupsch: Secrétaire
- Berta Drews : La mère de Braats
- Otto Sander : Ruhlsdorff
- Claus Theo Gärtner : Prötzel
- Gunther Beth : Kronert
- Peter Schiff : Kommissar Rannow
- Ortrud Beginnen : Babsy
- Wolf Roth : Hohenberg
- Fritz Tillmann : Dr. Sievers
- Tilo Prückner : Drögnitz

## Récompenses et nominations
- Prix du film allemand (Deutscher Filmpreis) 1974 :
  - Meilleur jeune réalisateur pour Wolfgang Petersen
  - Meilleure photographie pour Charly Steinberger

## Autour du film
- Jusqu'alors réalisateur à la télévision allemande de séries policières comme Tatort et des téléfilms Smog (de) et Pas de frontières pour l'inspecteur : Discrétion absolue (de), Wolfgang Petersen signe avec Einer von uns beiden son premier film au cinéma.

- C'est la deuxième collaboration entre Wolfgang Petersen et l'acteur Jürgen Prochnow. Les deux hommes se sont rencontrés en 1973 sur le tournage d'un épisode de la série policière Tatort intitulé Jagdrevier que Petersen réalisait. Après le succès d'Einer von uns beiden, Petersen et Prochnow se sont ensuite retrouvés en 1977 avec le film à scandale La Conséquence et surtout dans le film de guerre Das Boot en 1981. Seize ans après, en 1997, Wolfgang Petersen retrouve son acteur fétiche pour le film d'action hollywoodien Air Force One. De même pour l'acteur Otto Sander, connu pour son rôle de l'ange Cassiel dans Les Ailes du désir, qui retrouvera Wolfgang Petersen sur le téléfilm Vier gegen die Bank (de) en 1976 et Das Boot.

- Wolfgang Petersen retrouvera l'acteur Klaus Schwarzkopf en 1977 pour un épisode de la série Tatort : Reifezeugnis. À noter que dans cet épisode, Wolfgang Petersen offrira l'un des premiers rôles importants à une jeune actrice, Nastassja Kinski.

- Le film a fait partie des films en pré-sélection pour représenter l'Allemagne de l'Ouest en 1975 lors de la 47e cérémonie des Oscars.